# Velika Kopanica
Velika Kopanica (srbsky Велика Копаница, maďarsky Nagykopanica) je vesnice a správní středisko stejnojmenné opčiny v Chorvatsku v Brodsko-posávské župě. Nachází se blízko hranic s Bosnou a Hercegovinou, asi 15 km jižně od Đakova, 28 km severozápadně od Županje a asi 36 km východně od Slavonského Brodu. V roce 2011 žilo ve Veliké Kopanici 1 762 obyvatel, v celé opčině pak 3 308 obyvatel.
Součástí opčiny je celkem pět trvale obydlených vesnic.
- Beravci – 815 obyvatel
- Divoševci – 296 obyvatel
- Kupina – 269 obyvatel
- Mala Kopanica – 166 obyvatel
- Velika Kopanica – 1 762 obyvatel

Opčinou prochází státní silnice D7 a župní silnice Ž4210, Ž4218 a Ž4219, jižně prochází dálnice A3 a nachází se na ní exit 17. Opčinou protékají řeky Brezna a Biđ. Velika Kopanica je napojena na železniční síť.